# Okręg wyborczy Newcastle-under-Lyme
Okręg wyborczy Newcastle-under-Lyme powstał w 1354 i wysyłał do angielskiej, a następnie brytyjskiej, Izby Gmin dwóch deputowanych. W 1885 liczbę mandatów przypadających na okręg zmniejszono do jednego. Okręg obejmuje miasto Newcastle-under-Lyme oraz parafie Keele i Audley w północnej części hrabstwa Staffordshire.

## Deputowani do brytyjskiej Izby Gmin z okręgu Newcastle-under-Lyme

### Deputowani w latach 1660–1885
- 1660–1661: John Bowyer
- 1660–1661: Samuel Terrick
- 1661–1679: Caesar Colclough
- 1661–1675: Edward Mainwaring
- 1675–1685: William Leveson-Gower
- 1679–1685: Edward Mainwaring
- 1685–1692: William Leveson-Gower
- 1685–1690: John Lawton
- 1690–1695: Thomas Bellot
- 1692–1702: John Leveson-Gower
- 1695–1698: John Lawton
- 1698–1699: Thomas Bellot
- 1699–1705: Rowland Cotton
- 1702–1706: John Crewe Offley
- 1705–1706: Thomas Bellot
- 1706–1710: Crewe Offley
- 1706–1710: John Lawton
- 1710–1715: William Burslem
- 1710–1715: Rowland Cotton
- 1715–1715: Henry Vernon
- 1715–1724: Brian Broughton
- 1715–1722: Crewe Offley
- 1722–1727: Thomas Leveson-Gower
- 1724–1727: Walter Wagstaffe Bagot
- 1727–1761: Baptist Leveson-Gower
- 1727–1734: John Ward
- 1734–1740: John Lawton
- 1740–1747: Randle Wilbraham
- 1747–1754: Thomas Parker, wicehrabia Parker
- 1754–1763: John Waldegrave
- 1761–1762: Henry Vernon II
- 1762–1768: Lawrence Dundas
- 1763–1768: Thomas Gilbert
- 1768–1768: John Wrottesley
- 1768–1774: Alexander Forrester
- 1768–1779: George Hay
- 1774–1780: George Waldegrave, wicehrabia Chewton
- 1779–1784: George Leveson-Gower, wicehrabia Trentham
- 1780–1793: Archibald Macdonald
- 1784–1790: Richard Vernon
- 1790–1792: John Leveson-Gower
- 1792–1802: William Egerton
- 1793–1796: Francis Ford
- 1796–1812: Edward Bootle-Wilbraham
- 1802–1806: Robert Lawley
- 1806–1812: James MacDonald
- 1812–1815: George Sutherland-Leveson-Gower, hrabia Gower
- 1812–1818: John Boughey
- 1815–1818: John Chetwode
- 1818–1823: William Shepherd Kinnersley
- 1818–1830: Robert Wilmot-Horton
- 1823–1826: John Denison
- 1826–1831: Richardson Borradaile
- 1830–1841: William Henry Miller
- 1831–1832: Edmund Peel
- 1832–1835: Henry Willoughby
- 1835–1837: Edmund Peel
- 1837–1841: Spencer Horsey de Horsey
- 1841–1847: Edmund Buckley
- 1841–1842: John Quincey Harris
- 1842–1847: John Campbell Colquhoun
- 1847–1859: Samuel Christy
- 1847–1865: William Jackson
- 1859–1865: William Murray
- 1865–1885: William Shepherd Allen
- 1865–1878: Edmund Buckley
- 1878–1880: Samuel Rathbone Edge
- 1880–1885: Charles Donaldson-Hudson

### Deputowani po 1885
- 1885–1886: William Shepherd Allen
- 1886–1892: Douglas Harry Coghill
- 1892–1900: William Allen, Partia Liberalna
- 1900–1906: Alfred Seale Haslam
- 1906–1942: Josiah Wedgwood, Partia Liberalna, od 1918 r. niezależny, od 1919 r. Partia Pracy
- 1942–1951: John Mack, Partia Pracy
- 1951–1969: Stephen Swingler, Partia Pracy
- 1969–1986: John Golding, Partia Pracy
- 1986–2001: Llin Golding, Partia Pracy
- 2001–2019: Paul Farrelly, Partia Pracy
- 2019–2024 Aaron Bell, Partia Konserwatywna
- od 2024: Adam Jogee, Partia Pracy